# Dentsville
Dentsville est une census-designated place située dans le comté de Richland, dans l’État de Caroline du Sud, aux États-Unis. Lors du recensement de 2020, elle comptait 14 431 habitants.